# Deutérium

Hidrogén-2 izotóp

A deutérium vagy nehézhidrogén  a hidrogén egyik stabil izotópja, melynek természetes előfordulása  1 atom 6500 hidrogénatomonként. A deutérium atommagját deuteronnak nevezik, egy protont és egy neutront tartalmaz, míg a normál hidrogén csupán egy protont.
A 2H kémiai jel azonosítja a deutériumot. A D nem hivatalos jelölést is gyakran alkalmazzák, holott a deutérium nem önálló kémiai elem. Természetes formájában deutériumgázként fordul elő: 2H2 vagy D2.  Amikor normál hidrogénatomhoz (1H) kapcsolódik, akkor a gázt hidrogén-deuteridnek hívják (legalábbis angol nyelvterületen).
A deutérium név a görög deyterosz (δεύτερος: második) szóból származik.

## Felfedezése

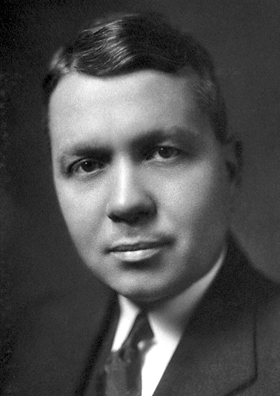
Harold C. Urey

A deutérium felfedezését Harold C. Urey az American Association for the Advancement of Science New Orléansban tartott 1931. évi karácsonyi ülésén jelentette be; felfedezéséért 1934-ben kémiai Nobel-díjjal jutalmazták.

## Tulajdonságai
Tulajdonságait kétféleképpen értelmezzük, általánosan kétatomos gázként, akárcsak a hidrogéngázt; CAS Registry Number: 7782-39-0. Az atomos deuterium azonosítója: CAS Registry Number: 16873-17-9 

### Fizikai tulajdonságai
Fizikai tulajdonságai nem sokban térnek el a közönséges hidrogénétől; színtelen, szagtalan, íztelen gáz. Kétatomos D2 molekulákat alkot, moláris tömege a hidrogéngázénál kettővel több, 4 g/mol (az atommaghoz kapcsolódott neutron miatt).
Hármaspontja 18,723 K, 17 100 Pa.
A mérések szerint, ha a hidrogén–deutérium elegy összetételi aránya folyamatosan növekszik, akkor a hármaspont értéke is növekszik a következőképpen: {\displaystyle T_{tp}(x)=18,680+0,155x}, ahol x a deutérium móltörtje a hidrogénhez képest.
Kritikus pontja 38,38 K (-234,77 °C), 1665300 Pa. 
A deutérium −254,6 °C-on olvad és −249,84 °C-on forr.
Az atomos deutérium képződéshője szobahőmérsékletre vonatkoztatva 221,72 kJ/mol

### Kémiai tulajdonságai
A deutérium kémiai szempontból a közönséges hidrogénhez hasonlóan viselkedik, bár a nagyobb tömege miatt a deutériumot tartalmazó reakciók valamivel kisebb sebességgel mennek végbe, mint a megfelelő közönséges hidrogént tartalmazó reakciók. A két izotópot fizikailag tömegspektrométerrel lehet megkülönböztetni. Ezenfelül a deutériumvegyületek fizikai tulajdonságai eltérhetnek a hidrogénes megfelelőjüktől; például a D2O sokkal viszkózusabb mint a H2O.  Mivel a deuteronnak a spinje +1, ezért bozon.
A deutérium helyettesítheti a normál hidrogént a vízmolekulában nehézvizet (D2O) képezve. Jóllehet nem szigorúan mérgező, a nehézvíz fogyasztása ártalmas lehet az egészségre.

## Csillagászati jelentősége
A deutérium jelenléte a csillagokban fontos adat a kozmológia számára. Mivel a deutérium elbomlik a csillagban végbemenő fúzió során, nem ismerünk más folyamatot, mint az  ősrobbanás nukleoszintézisét a deutérium előállítására. Így ez egy fontos érv az ősrobbanás mellett a világegyetem állandó állapotú elméletével szemben.

## A deutérium felhasználása
A világ vezető deutériumtermelője Kanada. Ezt nehézvíz formájában neutronmoderátornak használja fel a CANDU-reaktorokban. (Ennek mellékterméke a nehézvizet alkalmazó Sudbury Neutrínó Obszervatórium.)
A neutronelnyelő képessége (abszorpció) sokkal kisebb, mint a közönséges hidrogéné, és ez teszi kiváló neutronmoderátor anyaggá. Ugyanezen okból használják hidrogéntartalmú anyagokban izotóphelyettesítésre (deuterizált minta), mert az így preparált anyagok sokkal alkalmasabbak a neutronszórásos vizsgálatokra az eredetiknél.
A fúziós energiatermelés egyik ígéretes nyersanyaga.

## Vegyületek
A deutérium, akárcsak a hidrogén, számos vegyülettel rendelkezik.
- Nehézvíz D2O
- Nehézammónia ND3
- Nehézmetán CD4

A savakban a hidrogént deutériummal helyettesíthetjük.
A szénsav H2CO3 deutériummal: D2CO3.
A kénsav H2SO4 deutériummal: D2SO4.

## További információ
- Fúziós fogalmak